# Poliocephalus
Poliocephalus là một chi chim trong họ Podicipedidae.